# Over de oceaan (Nederland)
Over de oceaan is een Nederlands televisieprogramma dat uitgezonden wordt door RTL 4. Het programma is gebaseerd op het Finse Over the Atlantic en eerder verscheen een gelijknamig programma ook al in België.

## Format
In het programma gaan zes bekende Nederlanders zonder zeilervaring aan boord van een zeiljacht om samen de Atlantische Oceaan over te steken. Een paar weken voor vertrek krijgt iedere deelnemer te horen wat zijn of haar taak op het schip gaat worden. Aan de hand hiervan volgen ze korte cursussen om zich zo te kunnen verdiepen in zaken zoals navigatietechnieken en radiocommunicatie.
De deelnemers starten de oversteek in Las Palmas en eindigen in het Caribisch gebied, waar ze zo'n drie weken over doen. Tijdens de oversteek worden de zes deelnemers ondersteund door kapitein Gregor Vlasblom en co-kapitein Carolijn Brouwer. Samen met hen zijn ze op elkaar aangewezen om zonder enige hulp van buitenaf de oversteek te maken.
Buiten de start- en eindaflevering om, staat er iedere aflevering één van de deelnemers centraal. Deze deelnemer krijgt een persoonlijke podcast te horen met een gesprek tussen een naaste familielid en een van de deelnemers. De kijker krijgt deze podcast als een videopodcast te zien. Daarnaast wordt de deelnemer verrast met een videoboodschap van een dierbare. Deze wordt voor alle deelnemers op het zeil van het schip geprojecteerd en is voor de kijker als een video te zien. De deelnemer die centraal staat verzorgt tevens in grote lijnen de voice-over van die bewuste aflevering.

## Bemanning
Buiten de zes bekende Nederlands die als bemanning meegingen, was Gregor Vlasblom mee als kapitein en Olympisch zeilster Carolijn Brouwer als co-kapitein.
| Naam               | Beroep                | Functie aan boord         |
| ------------------ | --------------------- | ------------------------- |
| Caroline Tensen    | presentatrice         | chef-kok                  |
| Nicolette Kluijver | presentatrice         | weerkundige               |
| Roxane Knetemann   | voormalig wielrenster | navigator en communicator |
| Roelof Hemmen      | presentator           | navigator en bakker       |
| André Dongelmans   | acteur                | medic                     |
| Kees Tol           | presentator           | bootmanager               |
| Gregor Vlasblom    | professioneel zeiler  | kapitein                  |
| Carolijn Brouwer   | Olympisch zeilster    | co-kapitein               |

## Afleveringen
| Afl. | Uitzenddatum | Kijkcijfers |
| ---- | ------------ | ----------- |
| 1    | 16 mei 2024  | 898.000     |
| 2    | 23 mei 2024  | 861.000     |
| 3    | 30 mei 2024  | 817.000     |
| 4    | 6 juni 2024  | 684.000     |
| 5    | 13 juni 2024 | 874.000     |
| 6    | 20 juni 2024 | 867.000     |
| 7    | 27 juni 2024 | 950.000     |
| 8    | 4 juli 2024  | 909.000     |

## Achtergrond
Het programma wordt geproduceerd door SimpelZodiak en is gebaseerd op het Finse programma Over the Atlantic. Tijdens het programma hebben de Nederlandse deelnemers een paar keer radiocontact gehad met de bekende Vlamingen die dezelfde oversteek op dat moment aan het doen waren. De eerste aflevering van het programma werd uitgezonden op donderdag 16 mei 2024 en werd bekeken door 898.000 kijkers. Het eerste seizoen bestond uit een totaal van acht afleveringen.